# Poldhu

Il padiglione antenna di 400 fili alla stazione radiotelegrafica di Poldhu attorno al 1914

Poldhu è una piccola area della Cornovaglia meridionale, precisamente nella penisola di Lizard che comprende Poldhu Point e Poldhu Cove. Poldhu si trova 2 km a nord di Mullion e 7 km a sud di Porthleven sulla costa nei pressi di Goonhilly Downs. In cornico poldhu significa piscina nera.
Poldhu è passato alla storia principalmente perché fu il sito scelto da Guglielmo Marconi per ospitare una stazione d'ascolto da cui sperimentare le prime trasmissioni radio.